# 夏木りん (AV女優)
凰華 りん（おうか りん、1998年11月16日 - ）は、日本のAV女優。リスタープロ（旧 グランツプロ）所属。

## 略歴
2021年5月、FALENOのレーベル「FALENO star」専属女優として夏木りんの芸名でデビュー。
光文社『FLASH』発表の2021年セクシー女優ランキング第15位。
2022年10月発売の作品をもって休業・「FALENO star」を卒業。
2023年12月より企画単体女優として活動再開。
2024年10月25日、写真集発売に合わせて凰華りんに改名。

## 人物
教師を目標に教育系大学を卒業したが結局教師にはなれなかった。
初体験は17歳で、相手は塾の先生だった。
『週刊プレイボーイ』ではピタパンの似合う麗しい尻という意味から「麗尻」のキャッチコピーが名付けられた。

## 作品

### アダルトビデオ

#### FALENO専属期間
配信特化型AVメーカーのため、配信開始日も記載しています。
- 新人 Hな世界に興味津々な現役女子大生 夏木りん AV DEBUT（4月29日配信、5月20日DVD発売）
- 舐められ続けてイカされる全身リップ性感開発顔射3本番 （5月31日配信、6月20日DVD発売）
- 体液で交感する絶え間ない官能セックス（6月29日配信、7月20日DVD発売）
- エッチした過ぎて即ちんぺろフェラチオしてくる絶倫カノジョと同棲性活（7月28日配信、8月20日DVD発売）
- 入店初日の初ご奉仕。超高級ソープランドの初姫連射120分コース（8月30日配信、9月20日DVD発売）
- 僕の彼女が不在中に押しに弱いが性欲は強い早漏妹とこっそりハメまくった同棲中の5日間 （9月28日先行配信、10月20日DVD発売）
- 清楚系ビッチな教え子の誘惑に乗じ、ホテルでひたすら腰を振っていた担任のボク。（10月16日先行配信、11月20日DVD発売）
- 痙攣 × エビ反り × イキ潮 極限絶頂 膣バグ汁ダク覚醒トランスオーガズムSEX（11月27日配信、12月20日DVD発売）
- 乳首を弄び小悪魔的接客で何度もチ○ポをバカヌキする痴女メンズエステ（12月25日配信、2022年1月20日DVD発売）

- 「私が家族を養っています。」リストラされた父に代わり家にお金を入れるため大嫌いなオジサンち○ぽに春を捧げる制服美少女（1月22日配信、2月20日DVD発売）
- 夏木りんの超スケベなプライベートAV!! 完全二人きりの温泉旅行で遂に見せた何でもアリの素顔丸見え超リアルSEX映像（2月19日配信、3月20日DVD発売）
- 付き合ってからHもせずに大切にしてきた彼女は、イケメン友達の誘いにあっさりなびくビッチな浮気女でした。（3月19日配信、4月20日DVD発売）
- 励まし淫語発射無制限リフレ部活コスでおじさん全力応援（4月16日配信、5月20日DVD発売）
- フェロモン漂うデカ尻で誘惑する杭打ちプレス大好きお姉さん（5月21日配信、6月20日DVD発売）
- 射精したくなったらいつでもナースコールで即尺看護! フェラ→挿入→フェラで最高の介抱をしてくれる唾液 & 愛液にゅるんにゅるんPtoMナース（6月18日配信、7月20日DVD発売）
- 兄のコトを好きすぎる妹が媚薬漬け誘惑親の留守中にガンギマリ近親相姦する兄妹（7月16日配信、8月20日DVD発売）
- 追撃乳首ハラスメント学校中で乳首を犯されまくった女子校生　夏木りん（8月20日配信、9月22日DVD発売）
- オンナ扱いしてくれない男友達を最強コス逆バニーで襲って10発以上抜きまくった話 夏木りん（9月17日配信、10月20日DVD発売）

#### 企画単体期間
- 彼氏の兄にフェラ調教された私…いいなりオナホール化した口マ●コにイラマチオで完堕ち! NTR声我慢中出し 夏木りん（12月19日、ABC/妄想族）
- 完全プライベート映像 最強かわいい要注意警報! 夏木りんちゃんと初めての二人きりお泊まり（12月19日、パコパコ団とゆかいな仲間たち/妄想族）
- ミスコン準優勝したGカップ美人女子大生 りん (21)（12月27日、First Star）

- 豊○区の○○病院で働く美人看護師 実は医者たちの肉便器やってるナース りん (24)（1月30日、グローリークエスト）
- パンティストッキング美女と痴女SEX 夏木りん（2月6日、MAX-A）
- 新人OLに仕組まれた逆NTR 不倫の沼 夏木りん（2月23日、h.m.p）
- デリヘル嬢に恋をした僕は店外デートで真昼間から何度も痴女られて狂うほどイカされてしまった。 夏木りん（3月5日、アタッカーズ）
- 杭打ちピストン & 種付けプレス ぐちょ膣を射抜く! 夏木りんの本気の汗だく絶頂セックス（3月26日、TEPPAN）
- 人生初カノジョに煮えきらない僕を見かねた幼馴染がキスの練習相手となってジュルヂュルちゅぱちゅぱベロキスしまくり生殺し状態にガマンできずSEXも中出しも猛特訓した 夏木りん（4月9日、アリスJAPAN）
- モデル級美女、初めての レズ作品。 夏木りん 木下ひまり（4月9日、ビビアン）
- 涙のノンストップ激イカせSEX 40 夏木りん（4月23日、セレブの友）
- 同居する義父に犯されているのに、腰が勝手に動いてしまうほど気持ち良くなってしまう私。 夏木りん（5月7日、アタッカーズ）
- この子ヤバイ!! 美人なのに責め上手こんな女とエッチしたい! 夏木りん（5月7日、S-Cute）※配信作品『りん』(scute1446)のDVD版
- 恥辱、陵辱、とびっこ装着・繁華街デート! 18 夏木りん（5月28日、セレブの友）
- 温泉旅行に来ていた若妻の美尻に我慢できず襲い掛かると案外どスケベ奥さんで旦那の目を盗んで中出ししまくりの2泊3日 夏木りん（6月4日、ミセスの素顔/エマニエル）
- アナルで発情! ～本能で感じる! 美女があえぎ狂う快感レズビアン～ 3 夏木りん 美咲かんな（6月25日、セレブの友）
- 凄テクで男を飼い慣らす女はこの世に存在する2 夏木りん（7月9日、セレブの友）
- 初対面の男に中出しさせるド淫乱な私 ～4つのSEXストーリー～ 夏木りん（8月27日、セレブの友）
- セクハラママさんバレー! 10 ハイレグブルマ姿の人妻10人が挑む過酷なエロトレーニング（9月17日、かぐや姫Pt/妄想族）
- どこでもおしっこ! 素人娘の大放尿25人 スロー再生でじっくり鑑賞できるマニア向け映像 10（10月22日、かぐや姫Pt/妄想族）
- オナサポ!! 女子○生 着衣で全裸で挑発的ダンス 9（11月19日、かぐや姫Pt/妄想族）
- WNTR 不倫の虜 汗と体液と濃厚性交 × 4（11月22日、h.m.p）
- アナル舐めてもいいですか? 8 お尻で悶絶する素人娘（12月10日、かぐや姫Pt/妄想族）
- 【個撮】どこでもフェラ 18 11人（12月24日、かぐや姫Pt/妄想族）

- レズビアン裏垢女子プライベートハメ撮り流出映像 個人撮影・大学生・カップル・地雷・マッチアプリ・SNS (BBAN-510)（1月14日、ビビアン）
- 過激なファンサービスで大量のザーメンを浴びるヤリマンコスプレイヤー言いなりマン開撮影会 凰華りん（1月23日、Materiall）
- 美しい汗を流す女の子がレズセックスに没頭する乱交遠征1泊2日【流出映像】国立●●女学院大学バスケ同好会2024年秋合宿（2月11日、ビビアン）
- 素人ガチナンパ 一流企業に勤める清楚で品格漂う受付嬢の皆さん 初めての恥じらい素股編 クリトリスが勃起チ○ポと擦れ合って我慢できずにヌルっと生挿入! 上品なお姉さんの生マ○コに連続生中出し!!（2月14日、赤面女子）
- 競泳水着NTR 巨乳で美脚な隣人美女のハイレグ姿にフル勃起 結婚しているにも関わらず濃厚SEXで何度もイカされちゃいました 凰華りん（2月25日、クリスタル映像）
- レースクイン狩り2 マチなし光沢ストッキング TOKYO A○TO S○LON 2025（2月28日、ハラスメント）

### アダルトVR
- 青春8K妄想 つるペタパイパン誘惑 勉強できないボクを無毛マ●コでおバカにする天然エロ幼馴染 夏木りん（1月26日、KMPVR-彩-）
- 超美人で自慢の嫁が実は性欲モンスターで休む暇なくザーメンおねだり（悪?）夢のような結婚性活 夏木りん（2月7日、P-BOX VR）
- 彼女よりもお尻の大きな彼女の妹と恋人の様に肌を重ね合う密着性交 夏木りん（2月17日、KMPVR-彩-）
- HQ 劇的超高画質 神待ち家出美少女を見つけたw 8 ホ別●諭吉生外NS 訳ありパパ活娘を一晩面倒見たらお礼に中出しSEXまでできた件 夏木りん（3月16日、ブイワンVR）
- 早漏クンの限界悶絶マヌケ顔射精顔大～好き 美巨乳美女の逆バニーの制寸止め責め & 金玉容量0になるまでヌルテカ甘々生ハメSEX! 究極の無制限早漏特化風俗店 夏木りん（4月10日、MONDELDE VR）
- 癒やしの密着フェイシャルエステ!! 顔舐め! 乳圧迫! 顔面騎乗! 極上ゼロ距離ご奉仕施術!（4月10日、P-BOX VR）
- 【8K VR】美人家庭教師 × 年下好き × HOW TO × NTR 夏木りん（6月7日、unfinished）
- 美女8人のケツ穴くぱぁ～を近距離ガン見VR 3（7月10日、P-BOX VR）
- これぞ8K! 美顏と美乳と濡れ髪で、とことん’甘やかしてくれる’年上カノジョと同棲生活 凰華りん（12月17日、KMPVR）
- 天井特化アングルVR ～逆転特化マッサージ～ 凰華りん（12月31日、KMPVR）

- 子供が出来なくて悩んでいる兄嫁と孕ませ不倫旅行 凰華りん（1月16日、SODクリエイト）

### アダルト動画配信
- 【股間にズギュンッとくるあどけなさ♪鷲掴みたくなる美くびれボインのエステティシャン】初デートでポルチオ絶叫イキ! 水着がバリ似合う長身美体を乱れさせ中出し&顔射Finish!!【あまちゅあハメREC＃りんりん＃新人エステティシャン】（11月28日、MOON FORCE 2nd）
- 【全てが最高な激かわ美少女に中出し5連発】滲み出るガチ彼女感! 今回の裏垢美女は【おじを虜にするF乳P活女子】エロ可愛い水着姿でナイトプールを満喫→ホテルで濃密いちゃラブSEX!! ねっとりフェラ & パイズリご奉仕 & 極テク騎乗位! 男を見つめる熱い視線、ひたすら愛くるしい言動に胸キュン必至! 神乳 & 神くびれ完全無欠の究極BODYに大量中出しッ!! 【撮影OK #裏垢タダマン】【ringo】（12月9日、街角シロウトナンパ）
- 【スタイル抜群パイパン美女】メンエスで谷間とすんごいおしりを見せられちゃって… ゼロ距離密着からの淫テクフルコースで抜かれちゃって、ホテルではWチ●コで乱交パーティー! フェラ中にも構わず挿入！バックで前も後ろも突きまくりw 中にも外にも射精しまくり連続セックスでイカせまくれッ!! 【もしも。】【りん】（12月24日、街角シロウトナンパ）
- 圧倒的ビジュな長身美人 × 極上くびれボディ【なつ(アパレル)】(特殊プレイで)興奮するようになった♪ / 来て… 膣内に♪ / もっとエッチなことしようね♪ / とびっこ / パイパン/中出し（12月27日、MOON FORCE）

- 彼氏に振られるくらいセフに沼る女：りな (22)【女がハマる甘い沼】（1月25日、しろうとまんまん沼）
- 夏木真珠 (mywife634)（1月27日、舞ワイフ）
- 【魅惑のGカップボディ】元グラドルと露天風呂撮影! フェラ抜き→浴衣に着替えて攻守交代! 両手縛っておもちゃ&クンニ責め! オイルも塗りたくってバックで突きまくって! 顔出しNG娘に中出しついでに顔射してやれッ!!【PornGirl】【rin】（2月11日、街角シロウトナンパ）
- 【港区が惚れ込むどエロい体】あどけなさが残る顔とGカップのギャップ。港区おじ御用達のラウンジガールとメチャクチャにヤリまくる。こんな最高の夜があってもいい。 りん 高級ラウンジガール（2月13日、プレステージプレミアム）
- 【G乳人妻の不貞SEX!!】【神スタイルのドエッチBODY】【誘惑するカラダ!! 表情!! 肢体!! すべてがオールエロス!!】【これぞヤリマン!! これがヤリマン！！】誘う表情がマジエロい!! 欲求不満!! 性欲爆発寸前のG乳エロ美人妻の暴走ナマ中3搾精!! / ヤリマンGP / 028 りん / 27歳 / Gカップ!! 欲求エグめのむらむら人妻!! ガチエロSEX連続3搾精もちろんナマです!!（2月23日、プレステージプレミアム）
- マジ軟派、初撮。 2022 りん 23歳 夜の飲み屋さん  シブハロでデートをドタキャンされた傷心女子をナンパ! 彼氏に仕返しと言わんばかりに巨乳を揺らしながらイキまくるスレンダー美人!!（3月9日、ナンパTV）
- 【美巨乳GのトップオブトップP活娘】【ビジュつよつよ美女と応援チアプレイ!!】【応援&生フェラからの生挿入もちろんロハ!! 最高です!!】G乳奇跡のエロエロボディ!! ドスケベチア & フェラで勃起を応援!! ナマ挿入2NN 5人目!! なつ / 25歳 / ド淫乱チアリーディングOLのノリノリキモおじ応援P活で… 流れで追加なしゴム無し連続SEX!!（3月15日、プレステージプレミアム）
- きりん（3月25日、素人ホイホイZ）
- りん (scute1446)（4月5日、S-Cute）
- りん (refuck071)（4月5日、Re:Fuck）
- 【好きなタイプはおじさんです】 キュートな笑顔とスレンダーボディでおじさんを刈りまくる女子が登場! 大人のテクで磨かれた彼女のエロさは必見です! 【初撮り】ネットでAV応募→AV体験撮影 2137 りん 23歳 事務職（4月6日、シロウトTV）
- 【こう見えて絶倫なんです】アイドル並みに可愛いGcupラウンジ嬢を彼女としてレンタル! 口説き落として本来禁止のエロ行為までヤリまくった一部始終を完全REC!! 身長166cm、超ロング美脚で顔面偏差値MAXのハイスペ彼女は、意外にもセックス大好き超絶倫!! ゴム拒否なまハメで天然爆乳揺らしてイキまくり、濃厚精子を繰り返し搾り取る!! 【レンタル彼女】 りんちゃん 24歳 高級ラウンジ嬢（5月5日、プレステージプレミアム）
- 【神スタイル × 従順彼女】美人女子大生をNTRハメ撮り! 大人しい性格だけど欲求不満! 「彼のため」と言いつつ最後には… 極上くびれのエロBODYで腰振り発情 → 中出しセックス!! 切ないイキ顔が最高にエロい!! 【彼女がえちえちで止まらない】【りな】（5月17日、ハメ録ch）
- 【バズりたいクビレ巨乳の極上美少女】アイドルの素質アリな激カワ女子大生登場!! 脱いだらびっくりな圧倒的プロポーション! モジモジ困り顔もだんだんエロくなる表情もめちゃ抜ける！じっくり包み込むような濃厚フェラ & パイズリ! 精一杯のご奉仕で偽PDに猛アピール！エロすぎるカラダを好き放題にハメ倒し中出し3連発!! 【なまハメT☆kTok】【リン】（6月15日、なまハメT☆kTok）
- らんちゃん（7月3日、素人ホイホイ）
- りん（7月19日、KAKUJITSU）
- さくら & りん（7月20日、素人ムクムク-塩PP-）
- リンリン（7月21日、素人ホイホイ）
- S & R（7月29日、素人ムクムク-人妻-）
- りん (oread001)（7月30日、俺の素人-Z-）
- かなめ (pkti022)（8月9日、素人ギャラリー）
- RIN (sbth010)（8月9日、素人ビリーバー）
- ラグジュTV 1780 みずき 28歳 医療関係  潮! 潮!! 潮!!! スタイル抜群の圧倒的美女が締まりのいいマ●コから潮大放出!! 止まらない連続スプラッシュ! M字開脚豪快SEX!（8月12日、ラグジュTV）
- 桜 & 凛 (smjh018)（8月30日、素人ムクムク-ハーレム-）
- NAKI (tow005)（9月20日、素人ホイホイtower）
- サナ (clsg003)（9月25日、素人ギャラリー）
- なつ (ntk855)（10月13日、れいわしろうと）
- りん (ntk854)（10月19日、れいわしろうと）
- 《口コミ高評価◎完全個室メンズサロン》VIO脱毛 / 押せばヤれるスタッフ / スタイル抜群の美ボディ / 痛客生チ●ポに絶頂 / 無許可中出し #担当:りな（11月15日、ドキュメントdeハメハメ）
- 完全無欠のエロボディ【街で際立つG乳美少女】「幸せホルモンが出て～」「楽しく健康になって稼げる♪」 話聞くとベリーダンスの勧誘でしたww テキトーに話に乗っかり陥落ホテイン! 幸せホルモンはセックスでも出ますからね。突然のデカチンに動揺する美少女、お構いなしに口マ●コにブチ込み。嫌そうにするもマ●コ舐めたら潮まで吹くし超敏感、す～ぐスイッチ入って草w ピチピチの弾ける肌、スラッとした美脚、締まりまくったマ●コ。無敵のエロボディを惜しみなく弄りヤリ尽くす。：case40 リサちゃん 25歳 ベリーダンスマルチ（11月23日、プレステージプレミアム）
- 【AI越えの美貌!? 巨チン相手に肉食全開!!】 カメラマンを喰いまくるドエロ美女とコスプレSEX!! 攻めた衣装に身を包み、綺麗な胸と尻がチラチラと見え隠れ! 彼女が後ろから突いてほしいとせがむので遠慮なくナマ中挿入! 濃厚すぎるノンストップ2連戦!! 【なまハメT☆kTok】【AIりん】（12月15日、街角シロウトナンパ）
- 全てが絶景レベチ美女【美くびれ長身、超美巨乳】【上品カワイイ顔してチ●ポ大好き】艶々の肌にイイ匂い。こんなイイ女が失恋したらしく勢いで女風を利用ww 心の傷を癒しにきたのかと思ったら、ちゃっかりコンドームまで持参してきてたwww 「持ってきちゃった… 照ダメかな…」 御法度セックス懇願ww 上品な長身美女がチ●ポでイキ狂う姿、ギャップエロすぎ…#女風#女性用風俗#覗き：file.11 リカちゃん 新規 90分コース（12月21日、プレステージプレミアム）

- 訳ありオフパコ配信りんちゃん、SEXのハードルが低すぎて説教おやじの巨根も食い散らかす。凰華りん（1月16日、パープルジャム）
- O (oremo307)（2月5日、俺の素人-Z-）
- りんさん (oreco989)（2月6日、俺の素人-Z-）
- 【真夏の濡れ透け性交】猛暑を撃退！渋谷のぴちぴちギャルを水鉄砲企画でナンパ→エロモード覚醒で超絶ビッチへ! びしょびしょスケスケ濃密3P! のんちゃん 22歳（3月31日、Jackson）
- りん (kop095)（4月19日、INDY）

### イメージビデオ
- 凛として（2021年11月19日、メディアブランド）※ ブルーレイ同時発売
- Rin Everlasting summer（2022年8月18日、REbecca）※ ブルーレイ同時発売
- My gift, Big LOVE!! / 凰華りん（2024年10月25日、アースダイバー）

### 写真集
- 夏木りん1st.写真集 初夏（2022年7月25日、彩文館出版、撮影：斉木弘吉）ISBN 978-4-7756-0653-7 ※3000部限定豪華愛蔵版[6]。
- 凰華りん写真集『My gift , Big LOVE ‼』（2024年10月25日、ジーウォーク、撮影：天野功）ISBN 978-4-86717-739-6 [7]

### デジタル写真集
- 夏木りん デジタル写真集「Endless Summer」（11月15日、FALENO、撮影：柳沢康太）

- 先生と… 勉強したいの? 夏木りん（1月8日、サークルチェンジ、撮影：富田恭透）
- 昼下がりの欲情 夏木りん（2月10日、サークルチェンジ、撮影：富田恭透）
- 先生と教室で 夏木りん（3月11日、サークルチェンジ、撮影：富田恭透）
- オトナの社内恋愛 夏木りん（4月18日、サークルチェンジ、撮影：富田恭透）
- ふたりきりの時間 夏木りん（4月18日、サークルチェンジ、撮影：富田恭透）

- れいむ 凰華りん vol.01～vol.04（11月29日、ジーウォーク、撮影：天野功）